# Base Maldonado

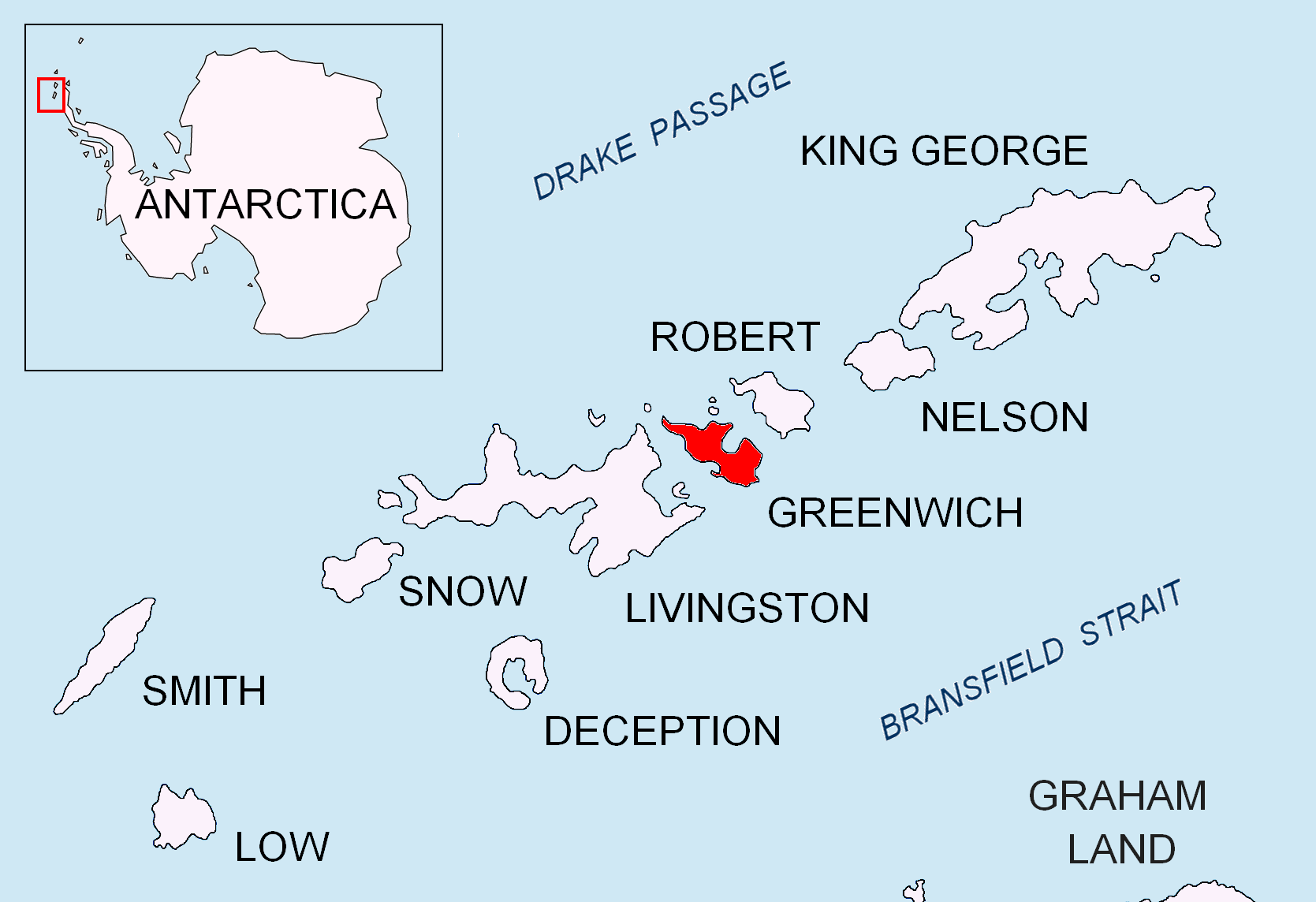
Localização da ilha Greenwich, nas ilhas shetland do sul.

A Estação Maldonado é uma estação de investigação equatoriana localizada na ilha Greenwich, na Antártida. Foi inaugurada em 1990 e tem o nome do astrônomo, topógrafo, e geógrafo hispano-americano Pedro Vicente Maldonado (1704-1748) nascido em Riobamba, atual Equador.

## Localização
Está localizada na Ilha Greenwich, nas ilhas Shetland do Sul, na baía de Guayaquil. 